# Vítův mlýn
Vítkův mlýn (Veit Mühle) v Čisté u Svatavy v okrese Sokolov je zaniklý vodní mlýn, který stál na řece Svatava. V letech 1958–1980 byl chráněn jako nemovitá kulturní památka České republiky.

## Historie
Mlýn je zmiňován roku 1525 a v pramenech z roku 1685 uváděn jako Vítův. Stržen byl v říjnu roku 1987.

## Popis
Mlýn na obdélném půdorysu měl zděné přízemí a hrázděné patro. Mansardová střecha s vikýři s trojúhelníkovými štíty byly kryta taškami. Okna v přízemí měla pravoúhlá ostění v omítce, vstup s pravoúhlým ostěním byl v ose hlavního průčelí. Patro bylo hrázděné s okny v pravoúhlých dřevěných rámech; interiér měl mlýn plochostropý.
Podle indikační skici byla voda na vodní kolo vedena náhonem.